# Croce commemorativa del Corpo d'armata eritreo
La Croce commemorativa del Corpo d'Armata Eritreo fu una medaglia non ufficiale realizzata per iniziativa privata, rivolta a tutti coloro che avessero militato nel Corpo d'Armata Eritreo dell'esercito italiano durante la Guerra d'Etiopia.

## Insegne
- La medaglia era costituita da una croce greca in bronzo smaltata di verde con inserti triangolari smaltati in rosso su ciascun braccio, avente al centro l'aquila romana con le ali spiegate caricata in petto dello scudo di Savoia e recante tra le zampe un cartiglio con l'indicazione "CORPO D'A. ERITREO A.O.". Il retro era piano senza smalti con la scritta in rilievo "DEPOSITATO A TERMINI DI LEGGE STAB. ARTISTICI FIORENTINI FIRENZE", relativa al deposito del brevetto da parte della ditta fabbricante.
- Il nastro era verde con le estremità rosse in palo.